# Maughaniella
Maughaniella là chi thực vật có hoa trong họ Aizoaceae.